# Perognathus inornatus
Perognathus inornatus — вид гризунів родини Heteromyidae. Це ендемік Каліфорнії в Сполучених Штатах, де він мешкає в пустельних і напівпустельних місцях існування.

## Морфологічна характеристика
Perognathus inornatus можна відрізнити від подібних дрібних гризунів за їхніми відкритими назовні защічними мішками з хутром. Вони відрізняються від мишей-кенгуру тим, що підошви ніг повністю не вкриті шерстю. У кенгурових щурів є кишені, вкриті хутром, але вони більші, і мають темну смугу на стегнах і темні смуги на верхній і нижній поверхнях хвоста.
Perognathus inornatus має загальну довжину приблизно від 128 до 160 мм, включаючи хвіст від 65 до 78 мм. На кінчику хвоста є короткий пучок волосків. Шерсть на голові й тулубі коротка та м'яка, без колючок і щетини. Забарвлення темно-коричневе, іноді біля основи маленьких округлих вух є бліда пляма. Верхня і нижня сторони хвоста однаково забарвлені.

## Екологія
Perognathus inornatus харчується насінням трав і різних рослин, переносячи їх назад у свою нірку в своїх защічних мішках. Він також може їсти м'якотілих безхребетних. Зберігає надлишки насіння для своїх безпосередніх потреб у камерах у норі, щоб використовувати їх у пору року, коли їжі бракує. Взимку може заціпіти. Розмноження відбувається в період з березня по липень, і може бути два або більше виводків з чотирьох-шести дитинчат на рік.